# People Need Love
People Need Love är en engelskspråkig poplåt skriven av Benny Andersson och Björn Ulvaeus. Den spelades in och gavs ut av den svenska popgruppen Björn & Benny, Agnetha & Anni-Frid, som senare kom att byta namn till Abba. Den finns med på deras debutalbum Ring ring 1973.

## Historik
Inspelningen påbörjades 29 mars 1972 i Metronome Studio i Stockholm. Samma dag spelades "Merry-Go-Round" in, men därefter dröjde det till efter sommaren 1972 som nästa inspelning till gruppen gjordes. De fyra gruppmedlemmarna hade gjort några trevande försök till att arbeta gemensamt under de senaste åren, inkluderat krogshow och sångpålägg på varandras soloinspelningar. "People Need Love" är en viktig milstolpe på vägen mot bildandet av gruppen Abba, men vid inspelningstillfället fanns inga planer på en permanent grupp. Planen var att släppa ett andra album med duon Björn & Benny. De planerna lades ner efter att "People Need Love" blivit en mindre hit i Sverige under sommaren, då det istället beslutades att följa upp singelframgången med fler singlar och ett album. 
Gruppen framförde låten i TV-programmet "Vi i femman" 30 april 1972.

### Medverkande
- Agnetha Fältskog (sång)
- Anni-Frid Lyngstad (sång)
- Benny Andersson (keyboards, sång)
- Björn Ulvaeus (gitarr, sång)
- Janne Schaffer (elgitarr)
- Mike Watson (elbas)
- Ola Brunkert (trummor)
- Birgitta Brigerte, Harry Damgaard, Åke Jelvig, Herbert Konvicka, Inge Lindstedt, Gunnar Michols, Claes Nilsson, Alfred Pisuke, Sylvia Starck, Krzysztof Zdrzalka (violin)
- Niels Heie, Kjell Nilsson, Gideon Roehr (viola)
- Hans-Göran Eketorp, Jan Neander, Gunnar Östling (cello)
- Michael B. Tretow (ljudtekniker)

## Singelskiva
"People Need Love" gavs ut som singel i juni 1972 med "Merry-Go-Round" som B-sida. Detta var den första skivan där samtliga fyra blivande Abba-medlemmars namn finns med. I USA gavs singeln ut av Playboy Records under artistnamnet Bjorn & Benny (with Svenska Flicka). På den franskutgivna singeln presenterades gruppen som Björn & Benny with Frieda & Anna (sic!). Singeln gavs även ut i Västtyskland (under artistnamnet Björn & Benny, Agnetha & Anni-Frid) och i Sydafrika (som Bjorn & Benny).

### Listplaceringar
Låten blev en mindre hit i Sverige och placerade sig som högst på tredje plats på listan i radioprogrammet Tio i topp, där den låg kvar på listan under 13 veckor. På den officiella försäljningslistan Kvällstoppen låg singeln som högst på plats 17. Singeln blev gruppens första på de amerikanska listorna, då den på Cashboxs singellista nådde plats 114.
| Lista (1972)         | Topplacering |
| -------------------- | ------------ |
| Sverige (Tio i topp) | 3            |
| Sverige              | 17           |
| USA                  | 114          |